# Crown Point (Alaska)
Crown Point è un CDP degli Stati Uniti d'America, situato nello Stato dell'Alaska e in particolare nel Borough della Penisola di Kenai.